# Cerbón
Cerbón è un comune spagnolo di 30 abitanti situato nella comunità autonoma di Castiglia e León.
Il comune comprende la località di Las Fuesas.